# Ranschburg Viktor
Ranschburg Viktor (Győr, 1862. augusztus 8. – Budapest, 1930. augusztus 20.) az Athenaeum Rt. igazgatója, szakíró, Ranschburg Salamon rabbi fia és Ranschburg Pál idegorvos bátyja.

## Élete
Szülővárosában bencések főgimnáziumát 1880-ban végezte el. Ezután Németországba ment, ahol a frankfurti I. Baer & Co. cégnél négy évig a könyvkereskedés ismereteit elsajátította. Visszatért 1884 augusztusában és a Révai testvérek, később Révai Leó cég üzletvezetője lett. 1900-ban felvették a Március szabadkőműves páholyba. Ugyanebben az évben két francia (magyar vonatkozású) kiadványáért a francia kormány Officier de l'Académie Française kitüntetésében részesült. 1901-ben a lipcsei nemzetközi kiadói kongresszuson a magyar könyvkereskedelmet képviselte mint a Magyar Könyvkereskedők Egyletének főtitkára. 
1901. május 1-jén Emich Gusztáv felhívására elvállalta az Athenaeum Irodalmi és Nyomdai Rt. könyvkiadó-hivatalának vezetését. Ezen állásában részt vett a Szilágyi Sándor által szerkesztett tízkötetes A magyar nemzet történetének és a Beöthy Zsolt által szerkesztett Képes irodalomtörténetnek a létesítésében. 1902-ben az Athenaeum Rt. helyettes igazgatója, 1903 augusztusában pedig annak egyik ügyvivő igazgatója lett. Részt vett a 12 kötetre tervezett Műveltség Könyvtára szerkesztésében.  Később a Pantheon könyvkiadó vállalat élén állt. A Magyar Könyvkiadók és Könyvkereskedők Egyesületének sokáig titkára, majd főtitkára, 1906-tól 1919-ig pedig elnökhelyettese volt. Az egyesület közlönyébe, a Corvinába magas színvonalon álló cikkeket írt. Irodalmi munkásságának legfőbb tárgya a szerzői és kiadói jog. Az 1913. évi Budapesten megtartott nemzetközi kiadói kongresszust ő készítette elő.
Cikke a Corvinában (1897. 10. sz. A hirlapok könyvhirdetései); a Magyar Kritikában (1900. 8. sz. A magyar könyvkereskedelem helyzete és szerepe).

## Munkái
- Mikép fokozható a könyvárúsi sarjadék szellemi tehetsége és mikép javítható ezzel kapcsolatban a könyvkereskedői segédek anyagi helyzete. Pályamunka. Bpest, 1885.
- A könyvárús műveltsége. Pályadíjat nyert munkálat. Ehhez járul: Bíráló jelentés Gombási Imrétől. Uo. 1887. (Előbb a Corvinában).
- A szerzői jog nemzetközi védelmére alkotott berni egyezmény, vonatkozással Magyarországra. Uo. 1901. (Ism. M. Könyv-Szemle, Vasárnapi Ujság 48. sz.).